# استفان براساس
استفان براساس (انگلیسی: Stefan Brasas؛ زادهٔ ۳۱ اوت ۱۹۶۷) بازیکن فوتبال اهل آلمان است.
از باشگاه‌هایی که در آن بازی کرده‌است می‌توان به باشگاه فوتبال بوخوم، باشگاه فوتبال اومانیا، باشگاه ورزشی وردر برمن، باشگاه فوتبال زاربروکن، و باشگاه فوتبال دویسبورگ اشاره کرد.